# Głuchołazy (gmina)
Głuchołazy – gmina miejsko-wiejska w Polsce położona w województwie opolskim, w powiecie nyskim.
Siedziba gminy to Głuchołazy.
Według danych z 30 czerwca 2004 gminę zamieszkiwały 25 994 osoby. Natomiast według danych z 31 grudnia 2019 roku gminę zamieszkiwały 23 643 osoby.

## Struktura powierzchni
Według danych z roku 2002 gmina Głuchołazy ma obszar 167,98 km², w tym:
- użytki rolne: 69%
- użytki leśne: 18%

Gmina stanowi 13,73% powierzchni powiatu.

## Demografia

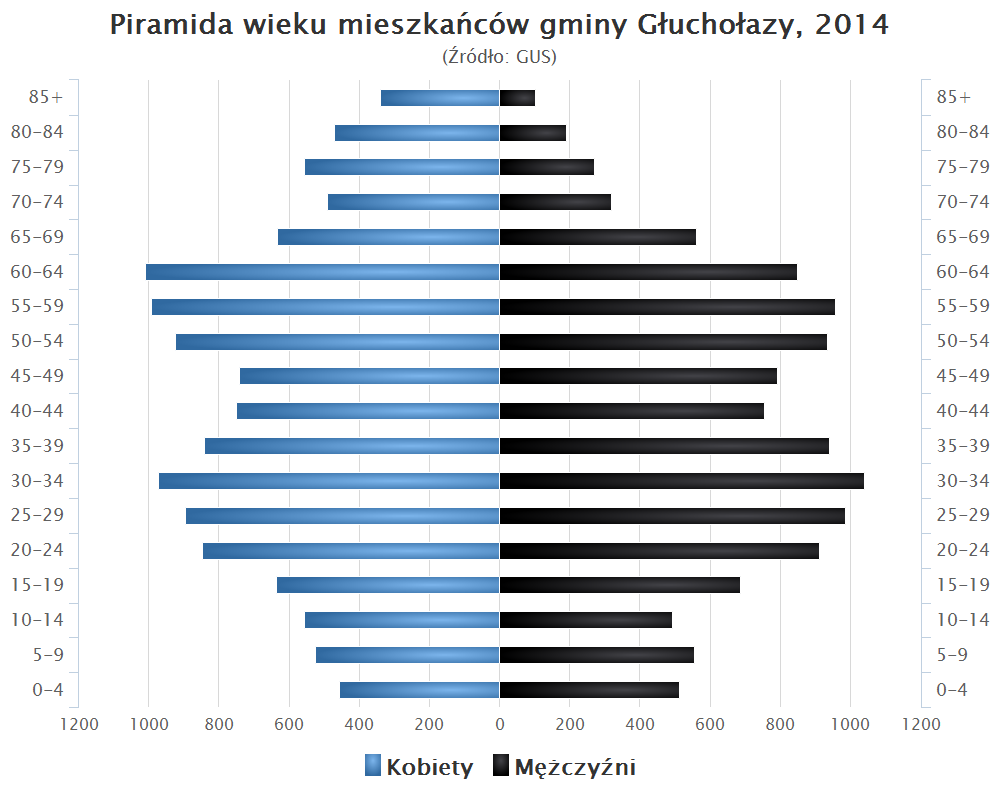
Piramida wieku mieszkańców gminy Głuchołazy w 2014 roku

Dane z 30 czerwca 2004:
| Opis                              | Ogółem | Ogółem | Kobiety | Kobiety | Mężczyźni | Mężczyźni |
| --------------------------------- | ------ | ------ | ------- | ------- | --------- | --------- |
| jednostka                         | osób   | %      | osób    | %       | osób      | %         |
| populacja                         | 25 994 | 100    | 13 471  | 51,8    | 12 523    | 48,2      |
| gęstość zaludnienia (mieszk./km²) | 154,7  | 154,7  | 80,2    | 80,2    | 74,6      | 74,6      |

## Miejscowości na terenie gminy
Biskupów, Bodzanów, Burgrabice, Charbielin, Gierałcice, Głuchołazy, Jarnołtówek, Konradów, Markowice, Nowy Las, Nowy Świętów, Podlesie, Pokrzywna, Polski Świętów, Rudawa, Skowronków, Sławniowice, Stary Las, Sucha Kamienica, Wilamowice Nyskie.

## Bezpieczeństwo
Gmina położona jest w strefie nadgranicznej w związku z czym Straż Graniczna dysponuje, na tym obszarze, specjalnymi kompetencjami w zakresie bezpieczeństwa. Gminę Głuchołazy obejmuje zasięgiem służbowym placówka Straży Granicznej w Opolu ze Śląskiego Oddziału SG.

## Sąsiednie gminy
Nysa, Otmuchów, Prudnik. Gmina sąsiaduje z Czechami.